# Compagnie belge d'actualités
De Compagnie belge d'actualités (veelal afgekort tot C.B.A. of CBA) was een Belgisch filmbedrijf. Het bedrijf werd opgericht in 1937 door Paul Nagant als studio voor nieuws uitgezonden in de bioscoop. Het werd vooral bekend om zijn tekenfilmstudio waar bekende striptekenaars als Eddy Paape, André Franquin, Morris en Peyo hun carrière begonnen.

## Geschiedenis

### Van nieuws naar tekenfilms
In de periode voor de Tweede Wereldoorlog was het nieuws dat in de bioscoopzalen werd uitgezonden vooral afkomstig van buitenlandse bedrijven. Nagant richtte in 1937 C.B.A. op met de bedoeling een Belgisch alternatief te vormen. Het bedrijf slaagde daar echter nooit in: de nieuwsfilms die C.B.A. maakte, waren vooral korte films over sportieve evenementen. Deze films werden dan opgekocht door buitenlandse bedrijven als Pathé en Fox Movietone, die de stukjes integreerden in hun eigen nieuwsprogramma's voor de Belgische markt.
In de zomer van 1940 was het enige nieuws dat verspreid werd afkomstig van het propaganda-apparaat van de nazi's. C.B.A. moest noodgedwongen hervormen om te overleven. Een logische stap was er een richting het neutralere fictieve genre, wat in België door praktische beperkingen neerkwam op het maken van kortverhalen. Met het verbod op Amerikaanse films zag Nagant een gat in de markt van de animatiefilms: C.B.A. werd een tekenfilmstudio. In zijn woning in Luik installeerde Nagant zijn filmmateriaal en hij trok zijn eerste tekenaar aan. Voorheen was die markt volledig weggelegd voor Amerikaanse bedrijven en filmmakers zoals Disney, Pat Sullivan, Paul Terry en de broers Max en Dave Fleischer. Nagant had slechts weinig kennis over het maken van tekenfilms, terwijl de Amerikaanse tekenfilm op dat moment al lang niet meer in de kinderschoenen stond.
Voor de eerste film van C.B.A. werd in 1942 de 26-jarige tekenaar Albert Fromenteau aangeworven. Die had op dat moment bij Chagor, de uitgeverij van een zekere Charles Gordinne, een eerste stripverhaal uitgebracht, maar had nauwelijks kennis over het maken van animatiefilms. Fromenteau bracht Nagant, die op zoek was naar geld via partnerschappen, in contact met die uitgever. Chagor kreeg bij de overeenkomst de exclusiviteit op "geïllustreerde albums" die na het uitbrengen van de films zouden verschijnen. Uiteindelijk omringde Fromenteau zich met drie of vier andere tekenaars.
De techniek van het maken van tekenfilms leerden ze bij C.B.A. door een fragment van een Amerikaanse tekenfilm te bestuderen. Hoewel Amerikaanse films tijdens de oorlog verboden waren, konden plaatselijke tekenfilmbedrijven ze wel bemachtigen. De Duitse bezetter zag in animatiestudio's een manier om op termijn met de Amerikaanse tekenfilm te kunnen rivaliseren. De nazi's maakten het de talrijke nieuwe, lokale studio's dan ook gemakkelijk, waardoor C.B.A. met Duitse goedkeuring Amerikaanse filmrollen kon bestuderen om zo de techniek te begrijpen. Het proces via een ander bedrijf leren was destijds verboden.
Ongeveer in de periode waarin Fromenteau en zijn collega's aan het maken van de eerste beelden toe waren, brandde een deel van de studio af. De oorzaak van de brand is onduidelijk: mogelijk een ongeluk, mogelijk aangestoken. Dat laatste kwam tijdens de bezetting wel vaker voor; de banden die Nagant met de bezetters ambtshalve onderhield (hij hielp echter ook het Verzet), speelden daar dan mogelijk een rol in. Na de brand slaagde het team van Fromenteau er alsnog in een eerste korte tekenfilm uit te brengen: Un mauvais rêve de Bobino, verschenen in de zomer van 1942. De film is intussen onvindbaar geworden. Waarschijnlijk ging het om een film in de stijl rubber hose animation, aangezien ook de latere films van Fromenteau in die stijl waren. Deze stijl was in de jaren 20 en 30 van de twintigste eeuw populair in de Verenigde Staten. Hij wordt gekenmerkt door animatie waarbij de personages zeer flexibel zijn (vandaar "rubber") en weinig rekening wordt gehouden met de reële fysieke kenmerken van het menselijk lichaam. De kwaliteit van deze eerste film was vermoedelijk niet bijzonder hoog: in 1945 liet Fromenteau optekenen dat er vooral lessen voor de toekomst getrokken kunnen worden uit zijn werk tot dan.
Un mauvais rêve de Bobino was een muzikale film, gebaseerd op de trend uit de vooroorlogse Amerikaanse tekenfilms. De partituren van de film, composities van Emile Van Herck, waren zelfs al voor het afwerken van de film te koop. Later verschenen nog meer partituren waarvan gedacht wordt dat ze voor andere films rond Bobino bedoeld waren. Die films (Bobino au Tyrol, Bobino Step en Bobino-Fox) kwamen er echter nooit, hoewel Nagant hard in het personage Bobino leek te geloven.
Er kwam echter een breuk tussen Fromenteau, uitgeverij Chagor en Nagant. Fromenteau stapte over naar Chagor, waar een tekenfilmstudio werd opgericht. Volgens Nagant had Fromenteau bedrijfsspionage gepleegd; Fromenteau had het echter over een vertrouwensbreuk: volgens hem heeft Nagant extra fondsen proberen vast te krijgen van Chagor door hen te bedriegen. Nagant zou Chagor een filmpje hebben toegestuurd waarvan hij beweerde dat het van zijn studio's kwam. Het betrof echter het Amerikaanse voorbeeldfilmpje. Verbitterd door het bedrog zou Fromenteau daarna zijn diensten hebben aangeboden bij Chagor. Nagant spande een rechtszaak aan, maar kreeg geen gelijk. Uiteindelijk stapten al zijn animatoren over naar Chagor, waardoor Nagant een te duchten concurrent kreeg.

### Jackeddy
Nadat de wegen van Nagant en Fromenteau uiteengingen, wierf Nagant twee jonge tekenaars aan: Eddy Paape en Jacques Eggermont. Beide mannen waren net afgestuurd aan het Sint-Lucasinstituut te Sint-Gillis, waar ze animatielessen hadden gevolgd bij Carlo Queeckers. Hun eindwerk was een kleine tekenfilm met als naam Peinture animée (letterlijk: geanimeerd schilderij), waarin ze een landschap op doek telkens een beetje veranderden om de seizoenen uit te beelden. Zo ontstond uiteindelijk een filmpje dat door de jury - onder meer met Henri Storck - gewaardeerd werd. Een vriend van Nagant, Jacques Nols, merkte het filmpje op bij een bezoek aan de tentoonstelling van Sint-Lucas op het einde van het schooljaar. Paape en Eggermont boden echter eerst hun diensten aan bij de Franse animatiefilmmaker Jean Image, maar door de oorlog kon hij hen niet aannemen. Terug in Brussel kregen ze een voorstel van Nagant, waar ze op ingingen.
Paape en Eggermont hadden een aparte visie op de tekenfilmkunst. Voor Eggermont waren tekenfilms een passie; Paape hield meer van schilderen en beschouwde de tekenfilm als een broodwinning. In de studio zou Paape zo eerder de grafische meester en snelle uitvoerder worden, Eggermont werd dan weer het creatieve brein. Paape en Eggermont waren behoorlijk negatief over het werk van hun voorgangers bij C.B.A. Nochtans hadden ze zelf nauwelijks meer technische bagage dan het team van Fromenteau. Net als dat team moesten Paape en Eggermont het vak leren door fragmenten van Amerikaanse tekenfilms te bestuderen.
Het procedé dat het team van Paape en Eggermont volgde bij het maken van een tekenfilm, ging als volgt:
1. Het maken van een storyboard.
2. Het tekenen van de decors en animaties op calqueerpapier.
3. Reproductie van de tekeningen op cellofaan.
4. Inkleuring, meer in het bijzonder met gewassen grijze tinten. Dit werd gedaan door inkleursters.
5. Filmen, een taak van Nagant zelf, met assistentie van diens cameraman.
6. Ontwikkelen van de negatieven.
7. De montage, een tweede taak die Nagant voor zichzelf reserveerde.

Na het filmen werd het cellofaan gewist en hergebruikt - een gevolg van de oorlog. Om te vermijden dat krasjes veroorzaakt door vroegere tekeningen zouden blijven staan op het cellofaan, werd op den duur beslist dat er enkel met penselen mocht worden gewerkt. De beelden op cellofaan werden soms ook langs twee kanten gefilmd; oorspronkelijk per ongeluk, maar later ook als techniek om met één beeld twee scènes in tegengestelde richtingen te kunnen maken. Deze techniek werd na de eerste film van het team ingevoerd. Ook het hergebruik van hele scènes was gebruikelijk - net een van de punten waar Paape en Eggermont kritiek op hadden bij hun voorganger Fromenteau.

#### Zazou chez les Nègres
De eerste film van dit nieuwe team werd Zazou chez les Nègres, die in 1943 na zes maanden werd voltooid. In dezelfde periode kwam ook de eerste film van Fromenteau voor Chagor uit. C.B.A. wisselde in zijn nieuwe film het personage Bobino in voor een ander: Zazou. Net als in de film rond Bobino speelde de muziek, wederom van Emile Van Herck, een grote rol in deze film. De muziek werd niet gemaakt in functie van de animaties, maar andersom: de animatoren moesten zorgen dat de bewegingen klopten met de muziek. Het verhaal van de film gaat over een zazou die een swingende Afrikaanse stam ontmoet. Zazous vormden rond de Tweede Wereldoorlog een Franse subcultuur van jongeren die zich Brits of Amerikaans kleedden en naar jazz luisterden. Door hun levensstijl werden ze door de bezetter als het tegenovergestelde van de nieuwe mens beschouwd. Het verhaal steekt dan ook wat de draak met deze subcultuur.
In de openingstitels is een beeld te zien met een cartoonversie van Paape en Eggermont, met daarop het opschrift "Animé par l'équipe Jackeddy" (letterlijk: geanimeerd door de ploeg Jackeddy). "Jackeddy" is een verengelste samentrekking van Eddy en Jacques.

#### Problemen in Luik
Na de eerste film begon het team al snel met een nieuwe film: Zazou scaphandrier, later omgedoopt tot Zazou gardien de phare. Tijdens het maken van deze film brak opnieuw brand uit in het gebouw waar onder meer C.B.A. was ondergebracht. De gevolgen waren dramatischer: er viel een dode en C.B.A.-medewerkers Roger Bonfond en Paape belandden in het ziekenhuis. De schade aan het gebouw noopte de studio tot verhuizen.
Waarschijnlijk werd door de brand ook afgezien van de nieuwe Zazou-film. Eggermont begon daarna namelijk met het animeren van drie populaire liedjes: Un mètre vingt... une brute !, La Petite Brosse à Rimmel's en Y'a des zazous dans le quartier, die vervolgens werden samengevoegd tot de film Image par image. De filmpjes getuigen van een vooruitgang bij C.B.A.: animatie, gezichtsuitdrukkingen en decors zijn van een hoger niveau dan van de eerdere films. Er werd ook gebruikgemaakt van typische stripkenmerken zoals gedachtewolkjes, uitroeptekens, vraagtekens etc. De films waren bedoeld voor volwassenen, wat te merken is aan de vaak schunnige humor.
Daarna begon Eggermont aan Il était... un petit navire en Le Chat d' la Mèr' Michel, opnieuw een film op twee populaire liedjes, samengevoegd onder de titel Il était une fois... Om de houdingen beter in beeld te brengen, gebruikte het team voor deze films een techniek die bij Disney gebruikelijk was: Paape en Eggermont kropen zelf in de huid van de personages, legden dit op film vast en baseerden zich vervolgens bij het animeren op de houdingen uit de film. De productie liep echter weer vertraging op door het nakende einde van de oorlog omstreeks juni 1944. Luik werd voortdurend gebombardeerd en C.B.A. bevond zich nabij een van de strategische punten die vaak getroffen werden. Nagant besloot daarom om zijn hele zaak te verhuizen naar Brussel. Een keuze die waarschijnlijk mee werd bepaald door de aanwezigheid daar van studio Cibelson, waar de geluidsmontage voor C.B.A. werd gedaan.

### Brussel

#### Nieuwe medewerkers
In augustus 1944 verhuisde C.B.A. naar Brussel. Paape en Eggermont stelden Nagant voor vier nieuwe medewerkers aan te trekken. Zo werd de 21-jarige Maurice De Bevere, later bekend als Morris, aangeworven. De Bevere had al enige ervaring in het animeren opgedaan uit interesse en door studie, maar werd niettemin voor een andere functie aangeworven. Hij moest de potloodtekeningen van Paape en Eggermont op cellofaan overtrekken met inkt met behulp van een penseel. Daarnaast verkocht De Bevere ook nog eigen werk, onder meer sinds 1944 aan Dupuis, met name voor het blad Le Moustique.
Korte tijd later werd een zekere Georges Salmon aangeworven in dezelfde functie. Hij had een artistieke opleiding achter de rug aan Sint-Lucas in Schaarbeek.
De derde nieuwe medewerker, André Franquin, werd gevonden door Paape. Paape had nog contact met zijn oude leerkrachten aan Sint-Lucas in Sint-Gillis. Op die manier kwam Paape in contact met het werk van Franquin, die in tegenstelling tot zijn leermeesters aan het instituut geïnteresseerd was in de populaire cultuur uit de VS: komische films, cartoons, comics en tekenfilms. Franquin had op dat moment weinig omhanden: Sint-Lucas was door bombardementen tijdelijk gesloten en hij sleet zijn dagen bij zijn ouders. Nadat hij Nagant met enkele tekeningen had overtuigd van zijn talent, werd hij aangesteld als animator, een van de hogere functies. Hij maakte zich het vak eigen op de werkvloer.
Er werd nog een vierde persoon aangenomen, maar zijn identiteit lijkt niemand zich nog te herinneren.

#### Doorstart
Met het nieuwe personeel werden Il était... un petit navire en Le Chat d' la Mèr' Michel weer opgepakt. Voor de eerste film maakte Franquin een kort stukje, bij de tweede film is een langer stuk van de animatie van zijn hand. Achteraf was hij echter niet tevreden over het geleverde werk. Hij vond de films te snel. Dat hij pas achteraf kritiek kon geven op het werk, lag andermaal aan de economische omstandigheden: tijdens het maken van de film werd het werk tussendoor bijna nooit afgespeeld. Het verschil tussen de zwart-witfilms van de studio en de Amerikaanse tekenfilms in technicolor die opnieuw in de zalen waren te zien, was groot.
Nagant was intussen steeds minder betrokken raakt bij de films. In Luik stond hij bekend als moeilijk en autoritair, in Brussel heerste een vrijere sfeer. Nagant eigende zich nog steeds exclusief de camera toe, maar was minder betrokken bij de rest van de productie. Hij had het werkterrein van zijn bedrijf inmiddels weer gewijzigd; C.B.A. maakte opnieuw actualiteitenfilms.

#### Zijsprong in vaste film
Om hun mager salaris aan te vullen, maakten Eggermont, Paape, Franquin en De Bevere zogeheten vaste films, een vorm van ontspanning die vanaf de jaren dertig populair werd. Vaste films werden gemaakt op banden van 35mm-film en werden afgespeeld met een soort toverlantaarn. Vaste films zijn vergelijkbaar met dia's, ze bestaan meer bepaald ook uit diapositieve, stilstaande beelden. De films die het viertal maakte, hadden diverse onderwerpen, waaronder steden, beroepen, godsdienst, geschiedenis en anatomie. Leerkrachten maakten er dan ook gebruik van. Anderzijds richtten ze zich ook op fictie. Literatuur kwam aan bod, maar ook strips: Sylvain et Sylvette, Zig et Puce en Kuifje. Nagant stond hen ook toe om tekeningen van bij C.B.A. te gebruiken, waarbij dan een veertigtal tekeningen werden voorzien van bijschriften. Omdat het aanbod van C.B.A. niet oneindig groot was, maakten ze ook eigen verhalen. Die werden uiteindelijk verkocht aan het Brusselse bedrijf Cinéscope, die ze commercialiseerde. De verteltechniek die de tekenaars door het maken van vaste films leerden, leunt dicht aan bij die van de strip.

#### Eggermont gaat, Peyo komt
De volgende animatiefilm die bij C.B.A. werd voorbereid, was Le Cadeau à la fée. In deze film spelen roze dwergen de hoofdrol. Ze dragen een pyjamabroek en hebben een hoed van bladeren op. In het verhaal willen de dwergjes een taart bakken voor een fee in het woud. Deze film verschilt wezenlijk op twee punten van de voorgaande films van C.B.A.: hij werd in kleur gemaakt en het scenario was niet gebaseerd op een liedje. Nog in het begin van de productie werd C.B.A. geconfronteerd met een verandering: Eggermont moest zijn dienstplicht vervullen en verliet de studio. Niet veel later reageerde een zekere Pierre Culliford op de advertentie die na Eggermonts vertrek was geplaatst. Culliford solliciteerde, met als hulp enkele van zijn striptekeningen voor de scouts en een eigen strip als toelatingsproef, en werd aangenomen. Culliford, die later als Peyo bekend zou worden, was destijds, vlak voor de zomer van 1945, 17 jaar oud. Om zijn steentje bij te dragen in zijn vaderloos gezin had hij daarvoor al enkele banen gehad, waaronder projectieassistent in enkele bioscopen. Bij C.B.A. werd hij aangeworven om aan de gouaches te werken. Zijn creatieve inbreng bij C.B.A. bleef echter vrij beperkt, maar er ontstond een levenslange vriendschap met Franquin, die hem raad gaf bij zijn tekeningen. De films van C.B.A. hebben wellicht ook zijn carrière bepaald: Poesie lijkt geïnspireerd op de kat uit Le Chat d' la Mèr Michel en de Smurfen doen denken aan de dwergen uit Le Cadeau à la fée.

#### Boeken dicht
De Bevere werd intussen gepromoveerd tot animator. Daarvoor moest hij zijn kunnen bewijzen door een filmpje te maken van een schilder die kleuren mengt op zijn pallet en vervolgens begint te schilderen. Het zou het enige filmpje worden dat De Bevere maakte voor C.B.A. Nagant werd beschuldigd van collaboratie en werd opgesloten. Daags nadien kwam de ploeg gewoon werken, maar ze stonden voor een gesloten deur en er werd hen medegedeeld dat de studio momenteel gesloten was. De studio bleef echter gesloten: C.B.A. werd in 1946 opgedoekt. Een logisch gevolg van de juridische problemen waar Nagant in verstrikt zat en de tekenfilmsector die opnieuw overspoeld werd met de professionelere Amerikaanse tekenfilms. Nagant nam geen contact op met zijn werknemers, hun laatste loon werd niet betaald en Le Cadeau à la fée bleef onafgewerkt; het enige resultaat was een vaste film met beelden voor de animatiefilm.

### Na C.B.A.

#### Paul Nagant
Na acht maanden werd Nagant vrijgelaten, zonder veroordeling. Hij bleef daarna in de filmsector werken. Hij stortte zich op langspeelfilms en reclamefilms voor Cibelson. Om de reclamefilms te animeren, deed hij opnieuw beroep op Eggermont na diens dienstplicht. Eggermont had zich liever op tekenfilms gestort, maar die sector was net na de oorlog niet meer rendabel in Europa.
Nagant maakte aldus enkele educatieve films. Daarnaast verkocht hij een deel van de tekenfilmcatalogus van C.B.A. aan het Brusselse thuisfilmbedrijf Cinette. Hij stapte ook in de neonreclamesector. Op het einde van zijn leven was hij door diabetes blind geworden en werd hij actief binnen de Brailleliga. Hij maakte meerdere tijdschriften voor blinden, waardoor hij zijn carrière afsloot in de journalistiek. Op 5 augustus 1967 overleed hij op 55-jarige leeftijd.
Wederom een brand heeft veroorzaakt dat veel van de producties van Nagant, bewaard op zeer brandbare nitraatfilms, onherroepelijk verloren gingen.

#### De tekenaars
De grootste invloed van C.B.A. is echter te vinden bij de tekenaars, die overstapten op de strip. Paape, De Bevere, Franquin en Culliford zouden later tot de pioniers van de Belgisch-Franse strip worden gerekend. Zij leerden essentiële delen van hun vak door bij C.B.A. te werken. Striptekenen was voor hen aanvankelijk een manier om dicht bij de tekenfilmkunst te blijven, zij het niet steeds om dezelfde redenen.
Na de oorlog werd de culturele sector min of meer in twee gescheiden: enerzijds was er de "hoogstaande" kunst, de schone kunsten, anderzijds de populaire kunsten, die voor en na de oorlog vooral door de Verenigde Staten beïnvloed werden. Strips werden bij de populaire vormen ingedeeld. Niettemin kan de groep tekenaars toch ingedeeld worden in een van de twee categorieën. Paape was slechts in de tekenfilm- en stripsector aan de slag gegaan om financiële redenen, hij ambieerde echter een carrière als schilder. Zowel in zijn schilderijen als in zijn strips was zijn academische achtergrond duidelijk. Net als veel van zijn collega's later bij weekblad Kuifje bleek dat onder meer uit de gekozen onderwerpen: verwijzingen naar antieke kunsten, literatuur, geschiedenis ... Voor Paape was zijn overstap van C.B.A. naar tijdschrift Spirou in 1945 dan ook een stap om zijn boterham te verdienen in een vak dat hij min of meer kende, meer dan een wens om in dit beroep te blijven.

#### Dupuis
Franquin, Salmon, Culliford en De Bevere verzetten zich als jongelingen eerder tegen de door de ouderen opgedrongen beelden van cultuur en moraal. Zij wilden graag in de populaire tekenfilmwereld blijven, maar kwamen door de economische omstandigheden in de stripwereld terecht. De Bevere was de eerste van hen die zich aanbood bij Dupuis, de uitgeverij waarvoor hij al illustraties maakte, en werd er aangeworven begin 1946. Voor het blad Le Moustique werden nog illustratoren gezocht. De Bevere stelde zijn collega en vriend Franquin voor, die werd aangenomen. Salmon volgde ook en uiteindelijk sloot ook Paape zich aan, na kort schilder van poppenhoofden te zijn geweest. Uitgeverij Dupuis leek voor de voormalige C.B.A.'ers een mooie kans vanwege Dupuis' jeugdblad Spirou. Enkel Salmon volgde hen daarin niet: hij zocht stabieler werk en ging voor een economisch dagblad werken en stopte met tekenen. Culliford wilde ook graag bij Dupuis werken, maar hij werd niet meteen aangenomen. Hij startte een kunstopleiding, maakte die niet af en stapte daarna in de reclamewereld. Hij tekende reclamestrips en werd in 1946 striptekenaar voor een krant. Pas in 1951 raakte hij via Franquin toch binnen bij Dupuis.
De vroegere collega's en vrienden van C.B.A. maakten uiteindelijk naam in Spirou, deels dankzij de ervaring die ze hadden opgedaan bij de tekenfilmstudio.

## Films
Bij C.B.A. verschenen onderstaande films.
- Un mauvais rêve de Bobino, 1942, ± 7 minuten lang. De film is tegenwoordig onvindbaar.
- La Fabrication des dessins animés, 1942. Documentairefilm.
- Zazou chez les Nègres, 1943, 11,5 minuten lang.
- Image par image, 1944, 8 minuten en 10 seconden lang. De film bestaat uit drie delen.
  - Un mètre vingt... une brute !, 3 minuten en 20 seconden lang.
  - La Petite Brosse à Rimmel's, 2 minuten en 20 seconden lang.
  - Y'a des Zazous dans le Quartier, 2,5 minuten lang.
- Il était une fois..., 1945, 9 minuten 20 seconden lang. De film bestaat uit twee delen.
  - Le Chat d'la Mèr' Michel, 4 minuten.
  - Il était... un petit Navire, 5 minuten 20 seconden lang.